# HMS Hardy (R08)
Lo HMS Hardy (pennant number R08) fu un cacciatorpediniere della Royal Navy britannica, appartenente alla classe V ed entrato in servizio nell'agosto 1943.
L'unità ebbe una breve carriera bellica durante il periodo della seconda guerra mondiale: assegnato alla scorta dei "convogli artici" diretti in Unione Sovietica, il 30 gennaio 1944 il cacciatorpediniere fu silurato e affondato da un sommergibile tedesco a settentrione di Capo Nord.

## Storia
Ordinato ai cantieri della John Brown & Company di Clydebank il 1º settembre 1941, il battello fu impostato il 18 maggio 1942 e quindi varato il 18 marzo 1943 con il nome di Hardy ("ardito" in lingua inglese); il completamento fu ostacolato dal ritardo con cui furono consegnati gli apparati di controllo del tiro, e l'unità entrò ufficialmente in servizio solo nell'agosto 1943 prendendo quindi parte a manovre di esercitazione al largo di Scapa Flow.
Assegnato in forza alla Home Fleet, lo Hardy fu designato per operare nel teatro dell'Artico e il 10 ottobre fece da scorta alla nave da battaglia HMS Anson durante una missione di rifornimento della guarnigione alleata di Spitsbergen. Assegnato alla protezione dei "convogli artici", nel novembre seguente il cacciatorpediniere fece parte della scorta del convoglio JW 54B diretto a Murmansk, per poi fare rientro a Scapa Flow il 2 dicembre.
Il 21 gennaio 1944 lo Hardy si aggregò ad Akureyri in Islanda alla scorta del convoglio JW 56A, che accompagnò a destinazione a Murmansk il 28 gennaio seguente; il cacciatorpediniere ripartì subito per andare a rinforzare la scorta del convoglio JW 56B, sotto attacco da parte dei sommergibili tedeschi al largo dell'Isola degli Orsi. Il 30 gennaio, mentre accompagnava i mercantili del JW 56B alla volta della Penisola di Kola, lo Hardy venne inquadrato dal sommergibile tedesco U-278, che alle 03:57 lo colpì con un siluro a guida acustica "Gnat": la nave accusò immediatamente gravi danni e iniziò ad affondare. Il cacciatorpediniere HMS Venus si affiancò per recuperare l'equipaggio, e poco dopo diede il colpo di grazia allo scafo dello Hardy che colò a picco nella posizione 73º 40' N, 24º 30' E.